# Ed Asner

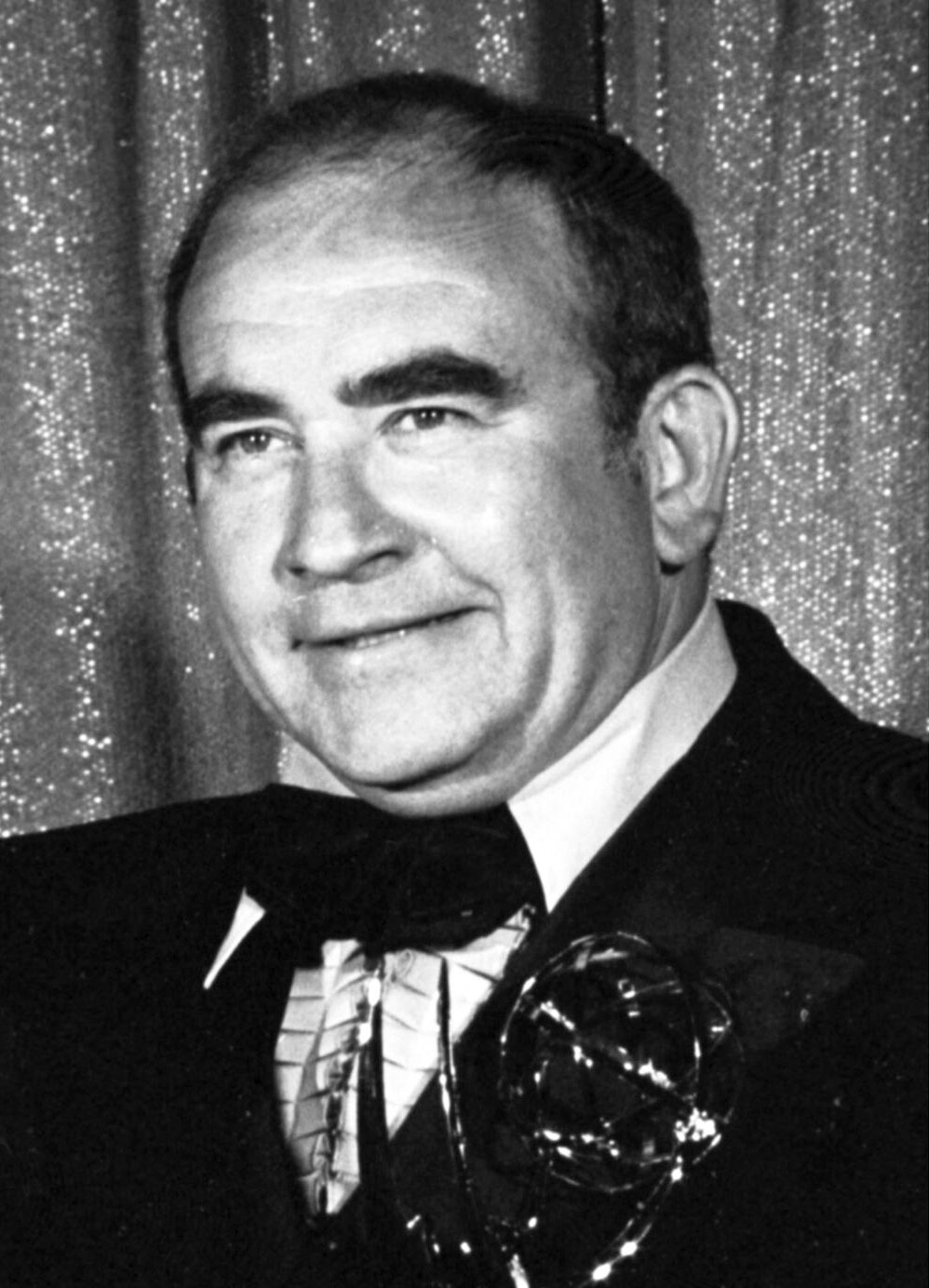
Asner bei der Emmy-Verleihung 1971

Edward „Ed“ Asner, auch Eddie Asner (* 15. November 1929 in Kansas City, Missouri; † 29. August 2021 in Los Angeles, Kalifornien), war ein US-amerikanischer Schauspieler sowie Filmproduzent, Synchronsprecher und Menschenrechtsaktivist. Eine seiner bekanntesten Rollen war die des Journalisten Lou Grant, zunächst in der Sitcom Mary Tyler Moore, danach als Titelfigur in der Dramaserie Lou Grant.

## Karriere

### Anfänge
Asner wuchs als Sohn einer jüdisch-orthodoxen Familie in Kansas City auf. Sein Vater besaß einen Secondhandladen. Nach dem Besuch der Wyandotte High School in Kansas City arbeitete Asner zunächst für einige Zeit am Fließband in einer Fabrik von General Motors, in der er sich erstmals gewerkschaftlich engagierte.
Kurze Zeit später ging er nach Chicago, um an der University of Chicago zu studieren. Dort gehörte er der Theatergruppe Tonight at Eight-Thirty (Heute Abend um halb neun) an, die unter der Leitung des später bekannten Regisseurs Mike Nichols vornehmlich Stücke von Autoren wie George Bernard Shaw und William Butler Yeats aufführte. Asner debütierte als Thomas Becket in T. S. Eliots Mord im Dom.

### Karriere als Schauspieler
Nach einem zweijährigen Armeedienst (1951–1953) in Frankreich kehrte er nach Chicago zurück, wo er für den Playwrights’ Theater Club zu spielen begann. 1960 bekam er am Broadway im Eugene-O’Neill-Theatre in 36 Aufführungen eine Nebenrolle in dem Stück Face of a Hero nach einem Werk von Pierre Boulle. Die Hauptrolle übernahm Jack Lemmon. Es folgten weitere Auftritte in Broadway- und Off-Broadwayproduktionen sowie bei zahlreichen Shakespeare-Festspielen in den USA.
Nach mehreren Auftritten in Fernsehshows in New York zog Asner 1961 nach Hollywood, wo er nun überwiegend als Film- und Fernsehschauspieler, sowohl in dramatischen als auch in komödiantischen Rollen, arbeitete. In den ersten Jahren hatte er dort durchwachsenen Erfolg. Er spielte einige sowjetische Schurken in Agentenserien und hatte eine Nebenrolle an der Seite von John Wayne im Western El Dorado (1966) von Howard Hawks, blieb aber oftmals auf kleinere Parts beschränkt.
1971 bekam er eine feste Rolle in der Mary Tyler Moore Show, in der er mit großem Erfolg den Chefredakteur Lou Grant darstellte. Die Rolle wurde nach dem Ende der Serie in leicht veränderter Form in einem Spin-off für ihn zur Hauptrolle. Als grantiger, aber liebenswerter Chef der Lokalredaktion der fiktiven Los-Angeles-Tribune wurde Asner in der gleichnamigen Serie nun auch dem deutschen Fernsehpublikum bekannt. Für die Rolle bekam er insgesamt fünfmal den Emmy, dreimal für seine Rolle in der Mary Tyler Moore Show als Neben- und zweimal für Lou Grant als Hauptdarsteller. Asner ist der einzige Schauspieler, der fünf Emmys für die gleiche Rolle in zwei verschiedenen Serien bekam. Zudem gewann er je zweimal den Golden Globe für die Rolle. Ebenfalls preisgekrönt mit dem Emmy waren seine Darstellungen des Axel Jordache in Reich und Arm (1976–1977) und als Kommandeur eines Sklavenschiffs in Roots (1977).
Auch nach der Einstellung von Lou Grant in den 1980er-Jahren blieb Asner in vielen Film- und Fernsehrollen präsent. In Hard Rain mit Morgan Freeman und Christian Slater stand er 1998 erneut mit seiner ehemaligen Kollegin und Freundin aus der Mary Tyler Moore Show, Betty White, vor der Kamera. 2003 war er als Weihnachtsmann in dem Kinofilm Buddy – Der Weihnachtself zu sehen. Seine 17. und letzte Emmy-Nominierung erhielt er 2009 für seinen Gastauftritt als Abraham Klein in der Episode Yahrzeit der Serie CSI: NY. Mit insgesamt sieben Primetime Emmy Awards ist er der am häufigsten mit diesem Preis ausgezeichnete männliche Schauspieler der Emmy-Geschichte (unterschieden wird zwischen Primetime und Daytime Emmy Awards, wobei die Primetime Emmys für die zur Hauptsendezeit ausgestrahlten Programme prestigeträchtiger sind).
Asner wirkte trotz seines hohen Alters bis zuletzt als Schauspieler an Filmproduktionen mit und war auch weiterhin als Geschäftsführer seiner Produktionsfirma Quince Productions tätig. Die englischsprachige Welt kannte ihn darüber hinaus als Stimme einiger Zeichentrickfiguren sowie aus Hörspielen. So lieh er beispielsweise 2008 der Hauptfigur des Rentners Carl Fredricksen in dem oscarprämierten Animationsfilm Oben seine Stimme.

### Politisches und gesellschaftliches Engagement

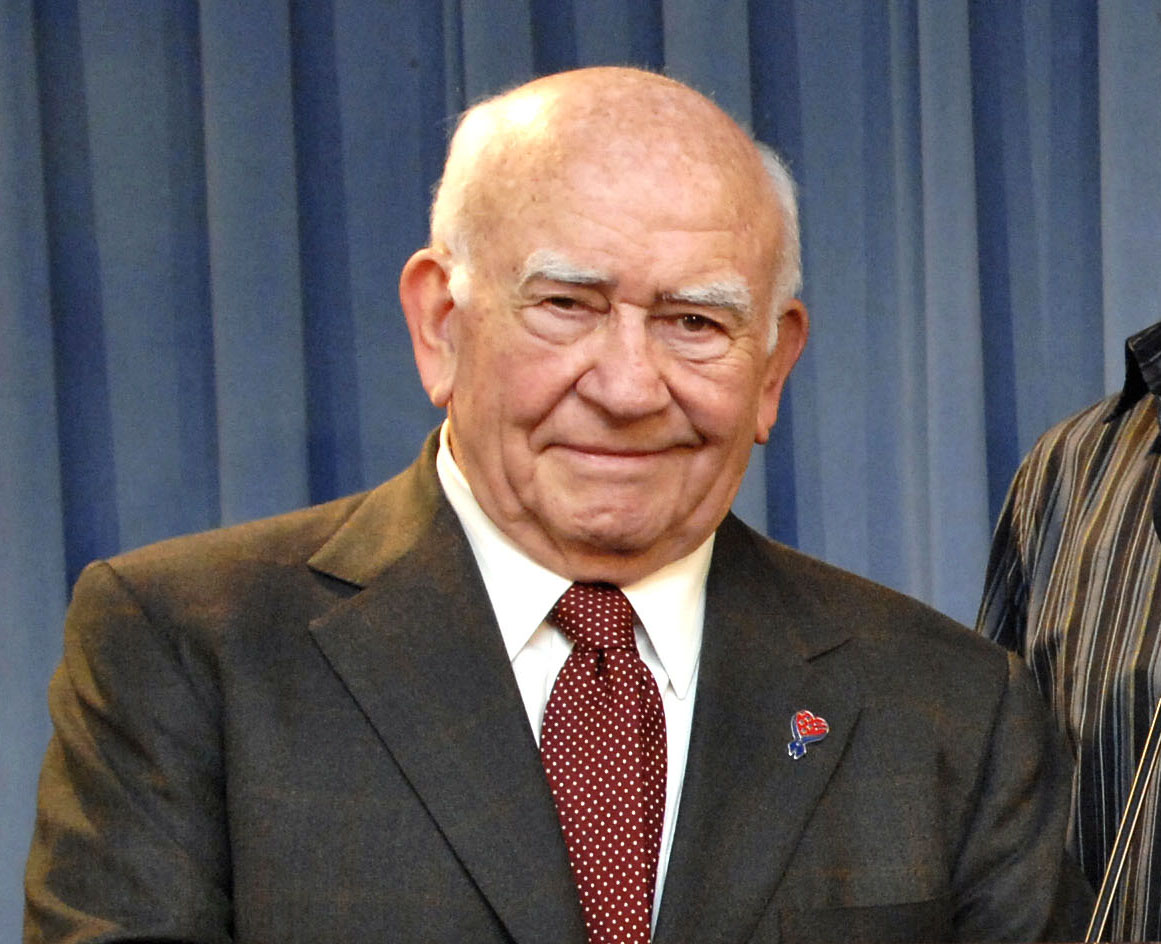
Ed Asner, 2006

Von 1981 bis 1985 war er Vorsitzender der amerikanischen Filmschauspielergewerkschaft Screen Actors Guild. Daneben war Asner, dessen politische Einstellung nach eigenem Bekunden links ausgerichtet war, der amerikanischen Öffentlichkeit auch als Kämpfer für Menschenrechte bekannt. Seine Figur des engagierten Lou Grant wurde daher oft als Alter Ego von Asner empfunden. Aufsehen erregte Anfang der 1980er Jahre sein Eintreten gegen das Engagement der USA in Lateinamerika sowie mehr als zwanzig Jahre später sein Einsatz für den wegen Mordes verurteilten Black-Panther-Aktivisten Mumia Abu-Jamal.
Nach den Terroranschlägen vom 11. September 2001 kritisierte er wiederholt die aggressive Reaktion der USA darauf. Er zweifelte dabei auch an Teilen des weithin akzeptierten Hergangs der Terroranschläge. Asner war außerdem Mitgründer der Initiative 2004 Racism Watch, einer Kampagne gegen Rassismus, insbesondere in Bezug auf arabischstämmige Amerikaner und arabische Einwanderer nach den Terroranschlägen von New York und Washington.

## Privatleben
Aus seiner ersten Ehe, die von 1959 bis 1988 dauerte, gingen drei Kinder hervor. Aus einer anderen Beziehung stammt ein weiterer Sohn. 1998 heiratete er die Produzentin Cindy Gilmore. Nachdem sich das Paar 2007 getrennt hatte, reichte Asner 2015 die Scheidung ein. Er starb am 29. August 2021 im Alter von 91 Jahren in Los Angeles.

## Synchronstimme
In Lou Grant und einigen Spielfilmen wurde er von Heinz Theo Branding synchronisiert.

## Filmografie (Auswahl)
- 1965: Geheimagent Barrett greift ein (The Satan Bug)
- 1965: Stimme am Telefon (The Slender Thread)
- 1966: El Dorado
- 1969: Ein himmlischer Schwindel (Change of Habit)
- 1970: Tod eines Bürgers (The Old Man Who Cried Wolf)
- 1970: Zehn Stunden Zeit für Virgil Tibbs (They Call Me Mister Tibbs!)
- 1970–1977: Oh Mary (The Mary Tyler Moore Show, Fernsehserie, 166 Folgen)
- 1974: The Wrestler
- 1975: Hawaii Fünf-Null (Hawaii Five–O, Fernsehserie, Folge 8x14 Wooden Model of a Rat)
- 1976: Reich und Arm (Rich Man, Poor Man, Fernsehserie, 2 Folgen)
- 1977: Roots (Fernsehserie, 3 Folgen)
- 1977: Letzte Weihnacht (The Gathering)
- 1977–1982: Lou Grant (Fernsehserie, 114 Folgen)
- 1978: A Different Approach (Kurzfilm)
- 1981: The Bronx (Fort Apache, The Bronx)
- 1981: Americas in Transition (Dokumentarfilm, Sprecher)
- 1984: Kampf gegen die Ausweglosigkeit (Anatomy of an Illness)
- 1986: Ein Engel auf Erden (Highway to Heaven, Fernsehserie, Folge 2x17 The Last Assignment)
- 1986: Seine letzte Chance (The Christmas Star, Fernsehfilm)
- 1988: Mond über Parador (Moon Over Parador)
- 1991: JFK – Tatort Dallas (JFK)
- 1991–1992: Die Fälle der Rosie O’Neill (The Trials of Rosie O’Neill, Fernsehserie, 8 Folgen)
- 1993: Down on the Waterfront (Kurzfilm)
- 1996: Tell the Truth and Run: George Seldes and the American Press (Stimme)
- 1997: Skip und die Farm der sprechenden Tiere (Dog’s Best Friend)
- 1998: Hard Rain
- 1998: Akte X – Die unheimlichen Fälle des FBI (The X-Files, Fernsehserie, Folge 6x06)
- 2000: Ketten der Vergangenheit (Above Suspicion)
- 2001: Animal – Das Tier im Manne (The Animal)
- 2002: Ein Leben für den Frieden – Papst Johannes XXIII. (Papa Giovanni – Ioannes XXIII, Fernsehfilm)
- 2003: Buddy – Der Weihnachtself (Elf)
- 2003: Schöne Bescherung 2 – Eddie geht baden (Christmas Vacation 2: Cousin Eddie’s Island Adventure)
- 2003: Emergency Room – Die Notaufnahme (ER, Fernsehserie, 3 Folgen)
- 2008: Gigantic
- 2009: Oben (Up, Stimme für Carl Fredricksen)
- 2009: CSI: NY (Fernsehserie, Folge 5x22 Yahrzeit)
- 2011: Royal Pains (Fernsehserie, Folge 4x3 Vaterlinie)
- 2012: Hawaii Five-0 (Fernsehserie, Folge 2x19 Kalele, Folge 3x02 Kanalua)
- 2012: Allein zu Haus: Der Weihnachts-Coup (Home Alone: The Holiday Heist, Fernsehfilm)
- 2013: Law & Order: Special Victims Unit (Fernsehserie, Folge 14x13)
- 2013: Suche Mitbewohner, biete Familie (Second Chances)
- 2013: The Glades (Fernsehserie, 3 Folgen)
- 2014: Der Spiele-Erfinder (The Games Maker)
- 2015: Good Wife (The Good Wife, Fernsehserie, Folge 6x13, 6x17)
- 2015: Criminal Minds (Fernsehserie, Folge 10x20)
- 2015: Murdoch Mysteries (Fernsehserie, 1 Folge)
- 2016: Bones – Die Knochenjägerin (Bones, Fernsehserie, Folge 12x3)
- 2016: Die Liebe wird dich finden in Valentine (Love Finds You in Valentine, Fernsehfilm)
- 2017: MacGyver (Fernsehserie, Folge 2x20 Entführung im Wolkenkratzer)
- 2018–2021: Cobra Kai (Fernsehserie, 3 Folgen)
- 2019–2021: Grace and Frankie (Fernsehserie, 2 Folgen)
- 2019: Dead to Me (Fernsehserie, 5 Folgen)
- 2020: Blue Bloods – Crime Scene New York (Blue Bloods, Fernsehserie, Folge 10x15)
- 2021: Senior Entourage

## Auszeichnungen
- Screen Actors Guild Life Achievement Award: 2001
- Ralph Morgan Award: 2002
- Golden Globe – Bester Fernsehhauptdarsteller Drama: 1978 (Lou Grant), 1980 (Lou Grant)
- Golden Globe – Bester Fernsehnebendarsteller: 1972 (Mary Tyler Moore), 1976 (Mary Tyler Moore), 1977 (Reich und Arm)
- Emmy – Bester Hauptdarsteller Drama: 1978 (Lou Grant), 1980 (Lou Grant)
- Emmy – Bester Nebendarsteller Komödie: 1971 (Mary Tyler Moore), 1972 (Mary Tyler Moore), 1975 (Mary Tyler Moore), 1977 (Roots)
- Emmy – Bester Gastdarsteller: 1976 (Reich und Arm)